# Байбузы
Ба́йбузы (укр. Байбузи) — село в Черкасском районе Черкасской области Украины. Расположено на реке Ольшанке, правом притоке Днепра.

## Население
Население по переписи 2001 года составляло 1765 человек.

### Языковой состав
Родной язык населения по данным переписи 2001 года:
| Язык       | Численность, чел. | Доля     |
| ---------- | ----------------- | -------- |
| Украинский | 1 735             | 98,30 %  |
| Русский    | 30                | 1,70 %   |
| Итого      | 1 765             | 100,00 % |

## Инфраструктура
- Сельский совет — Черкасская обл., Черкасский р-н, с. Байбузы, ул. Рябоконя, 121

Имеется отделение связи (почтовый индекс — 19617. Телефонный код — 472).

## Известные уроженцы и жители
- Софроний (Мусиенко) (род. 1970) — епископ неканонической РПЦЗ (А)
- Гриценко, Иван Сергеевич

## Галерея
- Школа
- Сельская амбулатория
- Дом культуры
- Святоуспенская церковь
- Памятник Рябоконю Г. Н.
- Памятник освободителям